# Друнина, Юлия Владимировна
Ю́лия Влади́мировна Дру́нина (10 мая 1924, Москва — 20 ноября 1991, Советский Писатель) — советская поэтесса. Лауреат Государственной премии РСФСР им. М. Горького (1975). Член Союза писателей СССР. Секретарь Союза писателей СССР и Союза писателей РСФСР. Народный депутат СССР. Участница Великой Отечественной войны.

## Биография
Родилась в Москве. Отец — историк и педагог Владимир Павлович Друнин (1879—1942), работал учителем истории в 1-й московской спецшколе ВВС; мать — Матильда Борисовна (1900—1983), работала в библиотеке и давала уроки музыки.
Жили в коммуналке. С 1931 года Юля училась в московской школе № 131, где преподавал её отец. С детства она любила читать и не сомневалась, что станет литератором. В 11 лет начала писать стихи. Посещала литературную студию при Центральном Доме художественного воспитания детей, помещавшуюся в здании Театра юного зрителя. В конце 1930-х годов участвовала в конкурсе на лучшее стихотворение. В результате её стихотворение «Мы вместе за школьной партой сидели…» было напечатано в «Учительской газете» и передано по радио.
С началом Великой Отечественной войны, прибавив себе год (во всех её документах впоследствии было написано, что она родилась 10 мая 1924 года), шестнадцатилетняя Юлия Друнина записалась в добровольную санитарную дружину при РОККе (Российское общество Красного Креста), работала санитаркой в главном госпитале. Окончила курсы медсестёр. В конце лета 1941 года с приближением немцев к Москве была направлена на строительство оборонительных сооружений под Можайском. Там во время одного из авианалётов отстала от своего отряда и была подобрана группой пехотинцев, которым нужна была санитарка. Вместе с ними попала в окружение и 13 суток пробиралась к своим по тылам противника. Уже в самом конце труднейшего пути при переходе линии фронта, когда в группе оставалось всего 9 бойцов, командир батальона подорвался на противопехотной мине. Вместе с ним погибли ещё двое бойцов, а Друнину сильно оглушило.
Осенью 1941 года снова оказалась в Москве и вскоре вместе со школой, в которой  её отец работал директором, была эвакуирована в сибирский Заводоуковск. В эвакуацию поехала только из-за тяжело больного отца, перенёсшего в начале войны инсульт. Отец умер в начале 1942 года на руках у дочери после второго удара. Похоронив отца, Юлия решила, что больше её в эвакуации ничто не держит, и уехала в Хабаровск, где стала курсантом Школы младших авиационных специалистов (ШМАС).

В школьные годы я была, так сказать жрицей чистого искусства. Писала только о любви, преимущественно неземной, о природе, конечно, экзотической, хотя не выезжала никуда дальше дачного Подмосковья. Замки, рыцари, прекрасные дамы вперемешку с ковбоями, лампасами, пампасами и кабацкими забулдыгами — коктейль из Блока, Майна Рида и Есенина. Всё это мирно сосуществовало в этих ужасных виршах. Мы пришли на фронт прямо из детства. Из стихов моих сразу, как ветром, выдуло и цыганок, и ковбоев, и пампасы с лампасами, и прекрасных дам.
Учёба в школе стала для Друниной очередным кошмаром — очень «социально неоднородный» коллектив её окружал, да и техническая наука давалась с трудом. Через некоторое время девушкам — младшим авиаспециалистам — объявили, что их вместо отправки в боевые части переводят в женский запасной полк. Перспектива оказаться вдали от фронта казалась для Друниной ужасной. Узнав о том, что девушек-медиков в порядке исключения всё-таки направят в действующую армию, она спешно нашла своё свидетельство об окончании курсов медсестёр и уже через несколько дней получила распределение в санитарное управление 2-го Белорусского фронта.
По прибытии на фронт Юлия Друнина была направлена в 667-й стрелковый полк 218-й стрелковой дивизии. В этом же полку воевала санинструктор Зинаида Самсонова (погибла 27 января 1944 года, посмертно удостоена звания Героя Советского Союза), которой Друнина посвятила одно из своих самых проникновенных стихотворений «Зинка».
В 1943 году Друнина была тяжело ранена — осколок снаряда вошёл в шею слева и застрял всего в паре миллиметров от сонной артерии. Не подозревая о серьёзности ранения, она просто замотала шею бинтами и продолжала работать — спасать других. Скрывала, пока не стало совсем плохо. Очнулась уже в госпитале и там узнала, что была на волосок от смерти. В госпитале, в 1943 году, она написала своё первое стихотворение о войне, которое вошло во все антологии военной поэзии:
Я только раз видала рукопашный,

Раз наяву. И тысячу — во сне.

Кто говорит, что на войне не страшно,

Тот ничего не знает о войне.
После излечения Друнина была признана инвалидом и комиссована. Вернулась в Москву. Попыталась поступить в Литературный институт, но неудачно — её стихи были признаны незрелыми. Не попав в институт, оставаться в Москве Юля не захотела и решила вернуться на фронт. Её признали годной к строевой службе и Друнина попала в 1038-й самоходный артиллерийский полк 3-го Прибалтийского фронта. Воевала в Псковской области, затем в Прибалтике. В одном из боёв была контужена и 21 ноября 1944 года признана негодной к несению военной службы. Закончила войну в звании старшины медицинской службы. За боевые отличия была награждена орденом Красной звезды и медалью «За отвагу».
Пережитое на войне стало отправной точкой в развитии поэтического мировосприятия Друниной и сквозной темой её творчества.
До сих пор не совсем понимаю,

Как же я, и худа, и мала,

Сквозь пожары к победному Маю

В кирзачах стопудовых дошла.

И откуда взялось столько силы

Даже в самых слабейших из нас?..

Что гадать! — Был и есть у России

Вечной прочности вечный запас.
В декабре 1944 года Юлия Друнина вернулась в Москву. И хотя уже была середина учебного года, она сразу же пришла в Литературный институт и стала посещать занятия первого курса. Выгнать инвалида войны никто не решился. В Литературном институте в конце 1944 года Юлия Друнина познакомилась со своим однокурсником, фронтовиком, комиссованным по ранению, и начинающим поэтом Николаем Старшиновым. Вскоре они поженились. В 1946 году родилась дочь Елена. Из-за замужества и рождения дочери Юлия пропустила несколько лет учёбы в институте и окончила его только в 1952 году. Стихов в тот период не писала. Молодая семья ютилась в маленькой комнатке, в общей квартире, жили впроголодь. В 1960 году Друнина и Старшинов расстались.
В начале 1945 года в журнале «Знамя» была напечатана подборка стихов Юлии Друниной. В марте 1947 года Друнина приняла участие в Первом Всесоюзном совещании молодых писателей, что поддержало её морально и дало возможность продолжить творческую деятельность. В 1948 году вышла её первая книга стихов «В солдатской шинели». Затем поэтесса была принята кандидатом в члены Союза писателей СССР.
В 1952 году после выхода второй книжки подала заявление о переводе её из кандидатов в члены Союза писателей. Её поддержал Твардовский, после выступления которого секретариат принял положительное решение.
В последующие годы её поэтические сборники выходили один за другим: в 1955 году — «Разговор с сердцем», в 1958 году — «Ветер с фронта», в 1960 году — «Современники», в 1963 году — «Тревога» и другие. В 1967 году Друнина побывала в Западном Берлине. Во время поездки по ФРГ её спросили: «Как Вы сумели сохранить нежность и женственность после участия в такой жестокой войне?». Она ответила: «Для нас весь смысл войны с фашизмом именно в защите этой женственности, спокойного материнства, благополучия детей, мира для нового человека».
В 1970-е годы вышли сборники «В двух измерениях», «Я родом не из детства», «Окопная звезда», «Не бывает любви несчастливой» и другие. В 1980 году — «Бабье лето», в 1983 году — «Солнце — на лето». Среди немногих прозаических произведений Друниной — повесть «Алиска» (1973), автобиографическая повесть «С тех вершин…» (1979), публицистика.
В 1954 году Юлия Друнина поступила на сценарные курсы. Здесь она познакомилась с известным киносценаристом Алексеем Яковлевичем Каплером, лауреатом Сталинской премии за сценарий фильмов «Ленин в Октябре» и «Ленин в 1918 году». Любовь вспыхнула сразу, но ещё шесть лет Юлия боролась с этим чувством, пытаясь сохранить семью. В 1960 году Друнина рассталась с Николаем Старшиновым и, забрав с собой дочку, ушла к Каплеру, который также развёлся. Став женой Каплера, Друнина попала в иное окружение — это были маститые режиссёры, актёры, художники и писатели. Она посвятила мужу, своей любви к нему, огромное количество стихов — хотя и меньше, чем о войне, но больше, чем о чём бы то ни было другом. Смерть Каплера в 1979 году так и осталась для неё невосполнимой утратой.
С большими надеждами на лучшее будущее Юлия Друнина восприняла Перестройку конца 1980-х годов. В 1990 году стала депутатом Верховного Совета СССР от женсоветов, много выступала в периодической печати не только со стихами, но и с публицистическими статьями, в которых с тревогой писала о том, как неоднозначно проходит перестройка, как у многих людей происходит девальвация высоко ценимых ею моральных и гражданских ценностей. На вопрос, зачем она баллотировалась в депутаты, Друнина однажды ответила: «Единственное, что меня побудило это сделать, — желание защитить нашу армию, интересы и права участников Великой Отечественной войны и войны в Афганистане». Разочаровавшись в полезности этой деятельности и поняв, что сделать ничего существенного не сможет, вышла из депутатского корпуса. В августе 1991 года (во время путча ГКЧП) участвовала в защите Белого дома. В беседе с одним из депутатов объяснила свой приход желанием защитить Ельцина.

## Смерть
Юлия Друнина покончила с собой 21 ноября 1991 года в своём гараже в посёлке «Советский Писатель» Подольского района Московской области. Основной причиной самоубийства, судя по всему, послужили потеря мужа, крушение общественных идеалов и развал страны.
В одном из писем, написанных перед уходом из жизни, Друнина так описывала свои переживания: «…Почему ухожу? По-моему, оставаться в этом ужасном, передравшемся, созданном для дельцов с железными локтями мире, такому несовершенному существу, как я, можно, только имея крепкий личный тыл…»
Судный час

Покрывается сердце инеем —

Очень холодно в судный час…

А у вас глаза как у инока —

Я таких не встречала глаз.

Ухожу, нету сил. Лишь издали

(Всё ж, крещёная!) помолюсь

За таких вот, как вы, — за избранных

Удержать над обрывом Русь.

Но боюсь, что и вы бессильны.

Потому выбираю смерть.

Как летит под откос Россия,

Не могу, не хочу смотреть!

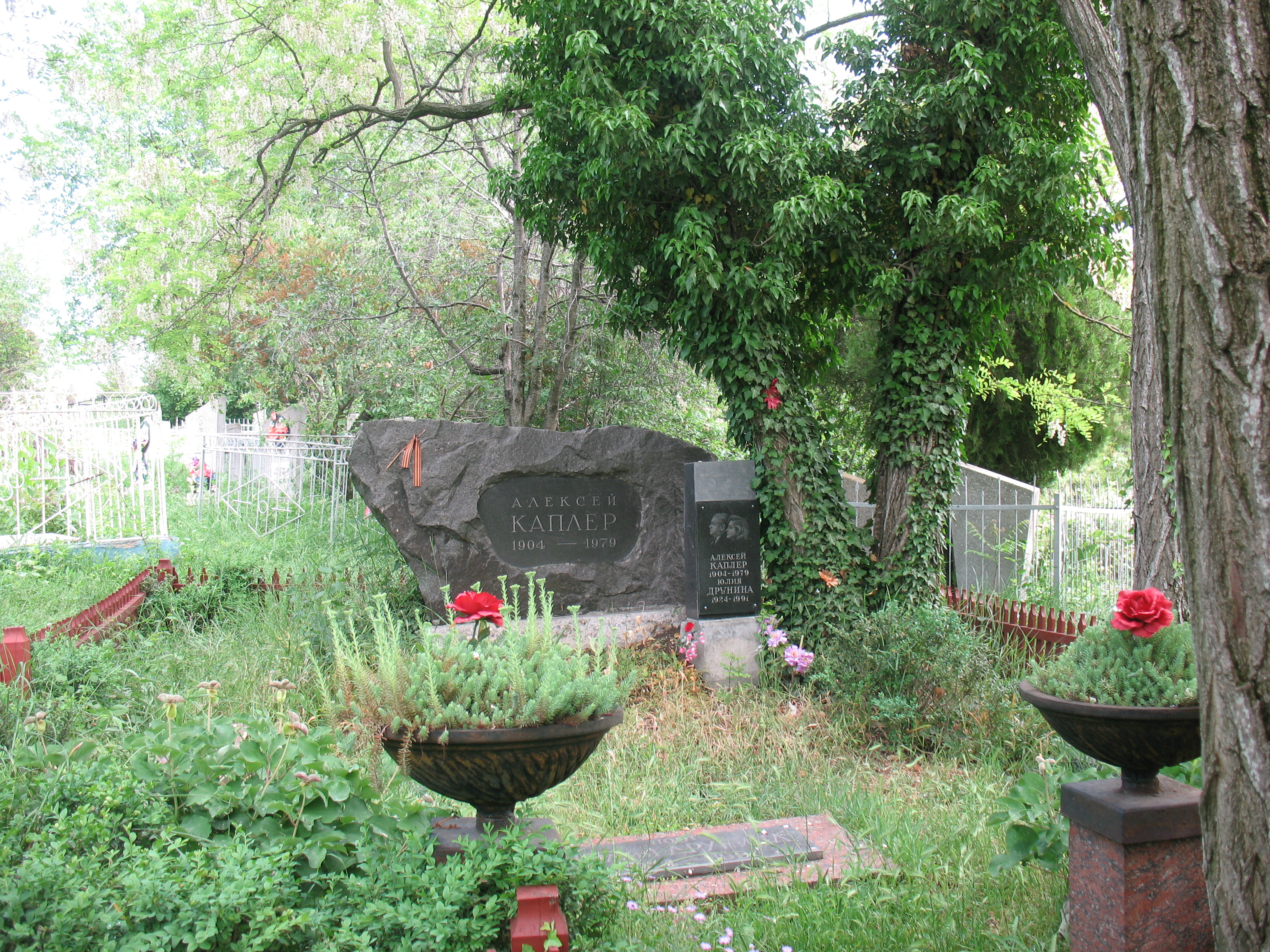
Могила Каплера и Друниной на Старокрымском кладбище

По воспоминаниям крымского политического деятеля Леонида Грача, Юлия Друнина, «как и многие в те дни, не смогла смириться с происходящим. Открыла в своём гараже, где у неё стоял „Москвич“, выхлопную трубу и задохнулась. Нашли её предсмертную записку, где она просила похоронить её возле мужа, известного драматурга Алексея Каплера. В своё время Друнина и Каплер отдыхали в Коктебеле и ходили по 25 километров в Старый Крым. Наверное, поэтому Друнина похоронила его на Старокрымском кладбище».
Перед самоубийством Друнина написала письма: дочке, внучке, зятю, подруге… и милиции: «Прошу никого не винить…» На входной двери дачи, где она покончила с собой, Друнина оставила записку, обращённую к зятю: «Андрюша, не пугайся. Вызови милицию и вскройте гараж».

## Память
В её честь названа малая планета с порядковым номером 3804, открытая крымским астрономом Людмилой Черных 8 октября 1969 года.
В городе Ялуторовске, Тюменской области, в 2009 году установлен бюст поэтессе.

## Семья
- Первый муж (1945—1960) — поэт Николай Старшинов (1924—1998).
  - дочь Елена Николаевна Старшинова (Липатникова) (род. 1946), поэтесса, автор сборника стихов «Долго запрягала». Закончила Московскую ветеринарную академию, работала на Московском ипподроме зоотехником и тренером. Живёт в Подмосковье. Муж — Андрей Михайлович Липатников, мастер-жокей (1941—2015).
    - внучка Александра Андреевна Липатникова (род. 1971).
      - Правнучка Вера (род. 1998).
- Второй муж (1960—1979) — киносценарист Алексей Каплер (1903—1979).

С 1962 года жила с семьёй в ЖСК «Советский писатель»: 2-я Аэропортовская улица, д. 16, корпус 3 (с 1969: Красноармейская улица, д. 23).

## Награды и премии
- Государственная премия РСФСР имени М. Горького (1975) — за книгу стихов «Не бывает любви несчастливой» (1973)
- Орден Отечественной войны 1-й степени (11 марта 1985)
- Два ордена Трудового Красного Знамени (8 мая 1974, 8 мая 1984)
- Орден Красной Звезды (15 октября 1944)
- Орден «Знак Почёта» (28 октября 1967)
- Медаль «За отвагу» (23 января 1944)
- Медаль «За победу над Германией в Великой Отечественной войне 1941—1945 гг.»
- Серебряная медаль имени А. А. Фадеева (1973)
- другие медали

### Собрание сочинений
- Избранные произведения : В 2-х томах. — М.: Художественная литература, 1981.
  - Т. 1. Стихотворения 1942—1969 годов. — Предисловие К. Ваншенкина.
  - Т. 2. Стихотворения. 1970—1980. Проза. 1966—1979.
- Избранное: В 2 томах. — М.: Художественная литература, 1989.
  - Т. 1.: Стихотворения 1942—1978.
  - Т. 2.: Стихотворения, 1979—1987. Проза, 1966—1987.

О Юлии Друниной
- Русские писатели и поэты. Краткий биографический словарь. — М., 2000.
- Старшинов Н. К. Планета «Юлия Друнина» // Русский Дом. — № 2.

## Дискография
- 1973 — Стихотворения. Десятидюймовая виниловая пластинка (гранд) с авторским чтением стихов. 26 стихотворений (Мелодия 33Д33625-26)
- 1978 — Юлия Друнина. Стихи разных лет // Кругозор. — 1978. — № 3.
- 1981 — Глядят на нас фронтовики. Стихотворение «Качается рожь несжатая» (2 LP Мелодия — С 60-15615-16)
- 1985 — Строки огненных лет : Поэты-фронтовики читают свои стихи // Кругозор. — 1985. — № 5.

## Песни на стихи Ю. Друниной
- Капели, капели (Полад Бюль-бюль Оглы), из радиопередачи «С добрым утром», исп. Людмила Сенчина (1979)
- На кургане (Андрей Петров), исп. Лидия Клемент, Майя Кристалинская
- Походная кавалерийская (Александра Пахмутова), исп. Алексей Большаков
- Песня бродячего певца (Андрей Петров, из к/ф «Человек-амфибия» — исп. Артур Почиковский
- Ты рядом (Анатолий Аксенфельд)[14], исп. Анна Герман (1975)
- Ты рядом (Сергей Зубковский), исп. Марина Пугич (1984)
- Ты рядом (Александра Пахмутова), исп. Людмила Зыкина (2000)
- На носилках, около сарая (Вардан Дерюга), исп. Вардан Дерюга (2025)

## Фильмография
- 1976 — Вечер поэзии. Юлия Друнина и другие поэты читают свои стихи во дворце спорта «Лужники»
- 2005 — Последняя осень Юлии Друниной (документальный фильм)
- 2014 — Больше, чем любовь. Алексей Каплер и Юлия Друнина (документальный фильм)